# Parlament Basc

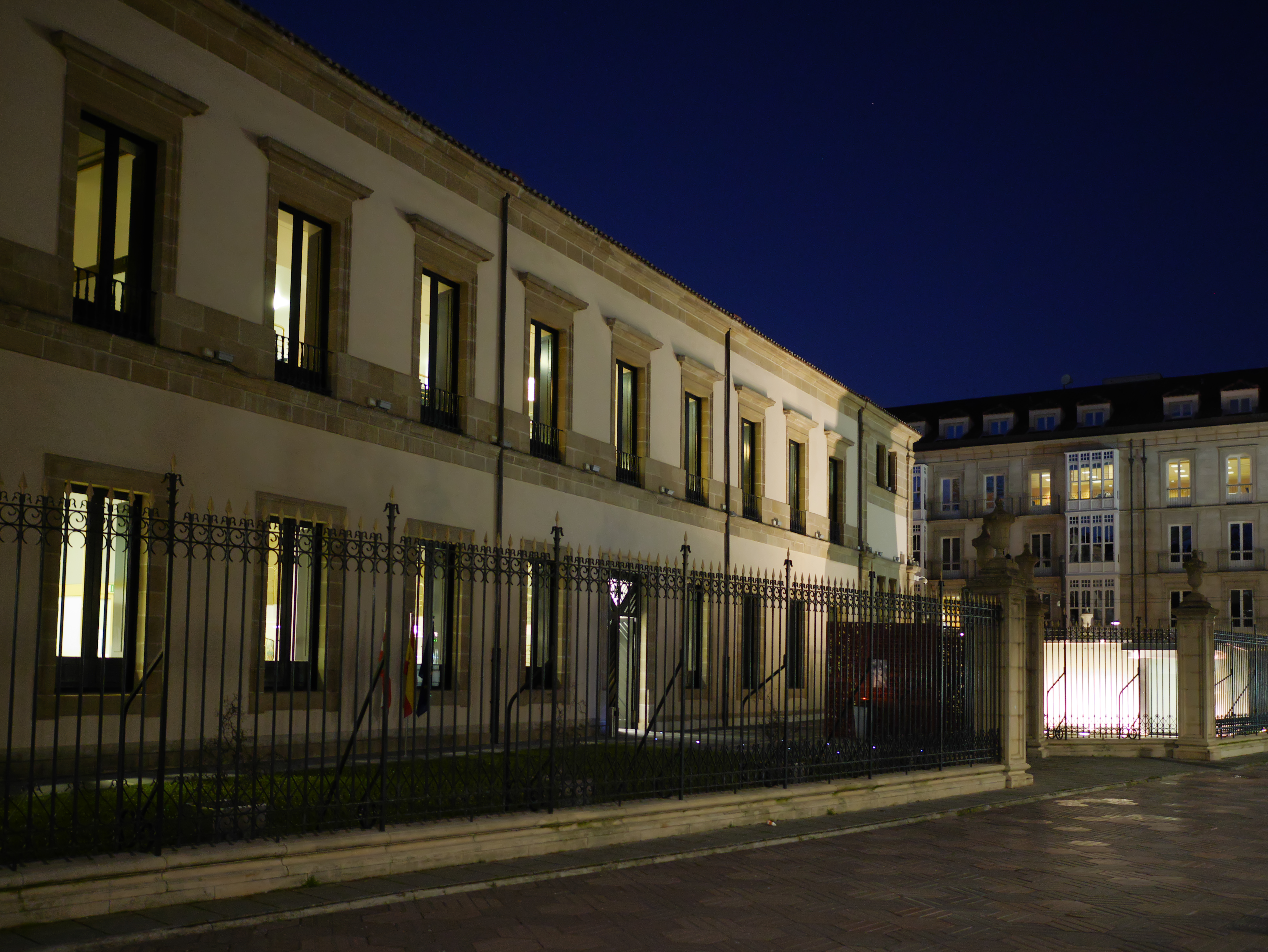
Exterior del Parlament Basc

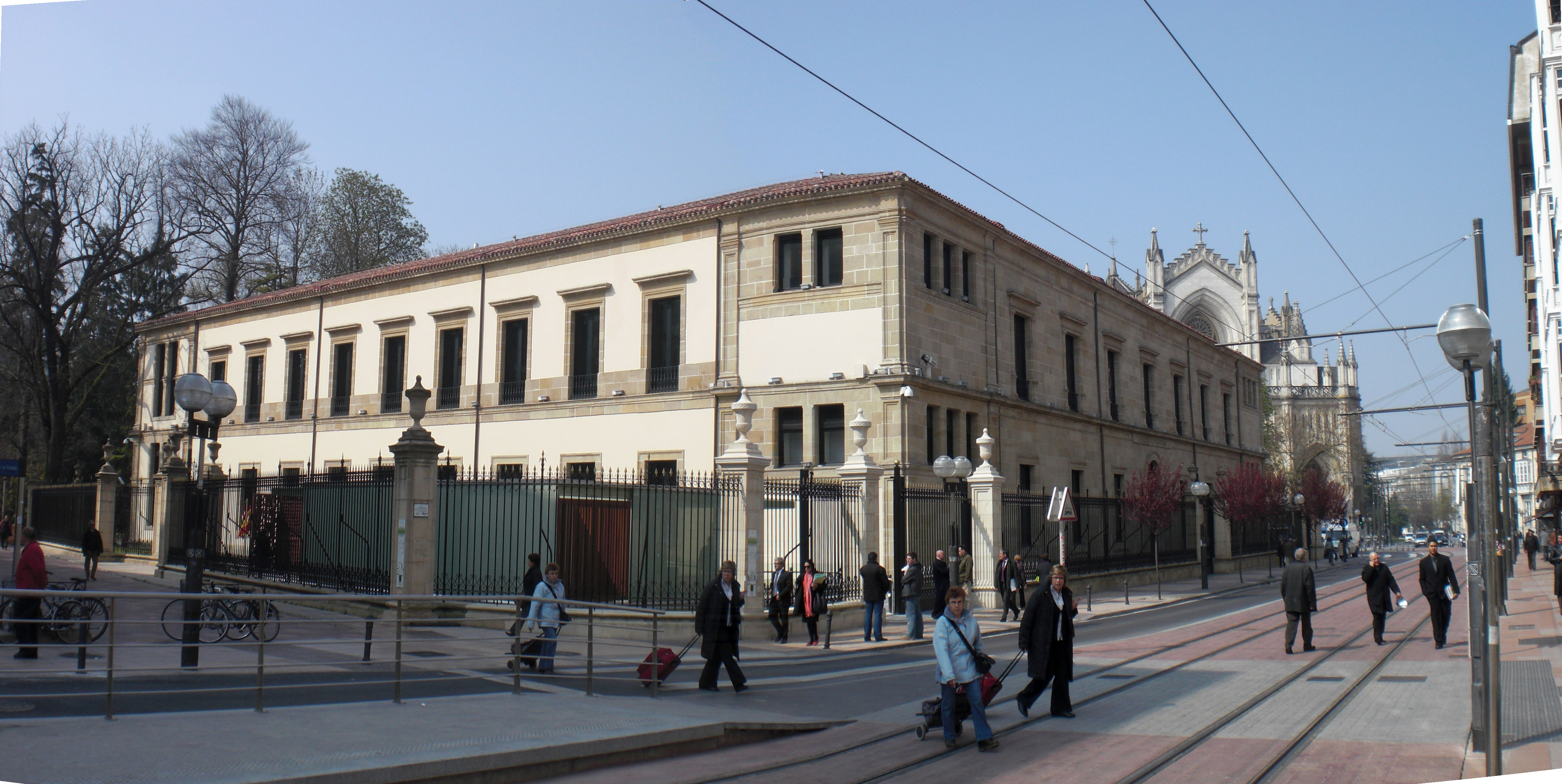
Vista exterior de la seu del Parlament Basc a Vitòria.

El Parlament Basc (oficialment Eusko Legebiltzarra en èuscar i Parlamento Vasco en castellà) és el Parlament Autonòmic en el qual es desenvolupen les lleis de la Comunitat Autònoma Basca i en el qual estan representats els ciutadans d'aquesta comunitat. Des de les eleccions del 2012, la seva presidenta és Bakartxo Tejeria, del Partit Nacionalista Basc.
El Parlament Basc exerceix la potestat legislativa, tria el president del govern basc (lehendakari en basc), aprova els pressupostos de la comunitat autònoma del País Basc i impulsa i controla l'acció del Govern Basc. Representa, així mateix, els ciutadans bascos. La seva seu es troba a la capital institucional basca, Vitòria.
El Ple el presideix l'escultura en fusta de roure, "Izaro", feta per a l'ocasió per l'escultor de Bermeo Néstor Basterretxea que evoca un arbre, com a llegat de la tradició basca de legislar sota els arbres del costat de les esglésies. Al centre de l'escultura es troba incrustat un tros del vell arbre foral, dipositari de la tradició foral basca.

## Història
A l'Estatut de 1936 hi estava estipulada la creació d'un Parlament Basc, però la mateixa dinàmica de la Guerra Civil, i l'escàs temps de vigència del mateix govern basc (9 mesos), van impossibilitar la seva posada en pràctica.
El Parlament Basc va néixer finalment després de l'aprovació de l'Estatut d'Autonomia del País Basc de 1979 i va realitzar la seva primera sessió a la històrica Casa de Juntes de Guernica el 31 de març de 1980, a l'ombra de l'històric arbre de Guernica. El Parlament Basc és una cambra legislativa que aprova lleis, aprova els pressuposts de la Comunitat Autònoma Basca, elegeix el lehendakari (President del Govern Basc) i controla i impulsa l'acció de l'Executiu.

## Composició
El Parlament Basc està compost per setanta-cinc parlamentaris que representen els ciutadans dels tres territoris històrics que formen la comunitat autònoma del País Basc: Àlaba, Guipúscoa i Biscaia, que aporten al Parlament el mateix nombre de diputats cadascuna, encara que la seva demografia és molt diferent. Totes les sessions que se celebren al Parlament Basc es desenvolupen en qualsevol dels dos idiomes oficials del País Basc, el basc i el castellà.
El Parlament Basc va aprovar, en la seva setena legislatura, una llei destinada a promoure la igualtat de drets entre homes i dones que incloïa, com a novetat, l'obligació que totes les candidatures electorals incloguessin almenys un cinquanta per cent de dones en el conjunt de la llista i en cada tram de sis candidats. Igualment s'establien mesures perquè els candidats fossin col·locats en les llistes de manera que tinguessin les mateixes oportunitats de ser elegits. La conseqüència d'aquesta normativa és que el Parlament Basc ha estat compost des de la VIII legislatura per entre un 45% i un 60% de dones.

### Presidència del Parlament Basc
| # | Legislatura | Legislatura | Presidència | Presidència                    | Inici del mandat       | Fi del mandat          | Partit polític | Partit polític                   |
| - | ----------- | ----------- | ----------- | ------------------------------ | ---------------------- | ---------------------- | -------------- | -------------------------------- |
| 1 | I           | 1980-1984   |             | Juan José Pujana Arza          | 31 de març de 1980     | 8 de gener de 1987     |                | Partit Nacionalista Basc         |
| 1 | II          | 1984-1987   |             | Juan José Pujana Arza          | 31 de març de 1980     | 8 de gener de 1987     |                | Partit Nacionalista Basc         |
| 2 | III         | 1987-1990   |             | Jesús Eguiguren Imaz           | 8 de gener de 1987     | 18 de desembre de 1990 |                | Partit Socialista d'Euskadi-PSOE |
| 3 | IV          | 1990-1994   |             | Joseba Andoni Leizaola Azpiazu | 18 de desembre de 1990 | 25 de novembre de 1998 |                | Partit Nacionalista Basc         |
| 3 | V           | 1994-1998   |             | Joseba Andoni Leizaola Azpiazu | 18 de desembre de 1990 | 25 de novembre de 1998 |                | Partit Nacionalista Basc         |
| 4 | VI          | 1998-2001   |             | Juan Mari Atutxa Mendiola      | 25 de novembre de 1998 | 16 de maig de 2005     |                | Partit Nacionalista Basc         |
| 4 | VII         | 2001-2005   |             | Juan Mari Atutxa Mendiola      | 25 de novembre de 1998 | 16 de maig de 2005     |                | Partit Nacionalista Basc         |
| 5 | VIII        | 2005-2009   |             | Izaskun Bilbao Barandika       | 16 de maig de 2005     | 3 d'abril de 2009      |                | Partit Nacionalista Basc         |
| 6 | IX          | 2009-2012   |             | Arantza Quiroga Cía            | 3 d'abril de 2009      | 19 de novembre de 2012 |                | Partit Popular del País Basc     |
| 7 | X           | 2012-2016   |             | Bakartxo Tejeria Otermin       | 19 de novembre de 2012 | En el càrrec           |                | Partit Nacionalista Basc         |
| 7 | XI          | 2016-2020   |             | Bakartxo Tejeria Otermin       | 19 de novembre de 2012 | En el càrrec           |                | Partit Nacionalista Basc         |
| 7 | XII         | 2020-       |             | Bakartxo Tejeria Otermin       | 19 de novembre de 2012 | En el càrrec           |                | Partit Nacionalista Basc         |

## Composició actual
Els resultats de les darreres eleccions, celebrades el 21 d'abril de 2024, van donar lloc a la següent composició del següent parlament per a la XIII legislatura del País Basc:
| Partit | Partit                                                     | Líder            | Portaveu       | Vots   | %      | Escons | +/− |
| ------ | ---------------------------------------------------------- | ---------------- | -------------- | ------ | ------ | ------ | --- |
|        | Euzko Alderdi Jeltzalea-Partit Nacionalista Basc (EAJ-PNB) | Imanol Pradales  |                | 370554 | 35,22% | 27     | 4   |
|        | Euskal Herria Bildu (EH Bildu)                             | Pello Otxandiano |                | 341735 | 32,48% | 27     | 6   |
|        | Partit Socialista d'Euskadi-Euskadiko Ezkerra (PSE-EE)     | Eneko Andueza    |                | 149660 | 14,22% | 12     | 2   |
|        | Partit Popular (PP)                                        | Javier de Andrés |                | 97149  | 9,23%  | 7      | 1   |
|        | Sumar (Sumar)                                              | Alba García      |                | 35092  | 3,34%  | 1      | 1   |
|        | Vox (VOX)                                                  | Amaia Martínez   | Amaia Martínez | 21396  | 2,03%  | 1      | =   |

### Mesa actual
En la constitució del Parlament Basc després de les eleccions de 2024, es va elegir la mesa següent:
| Càrrec                 | Titular                  | Partit   | Partit |
| Presidenta             | Bakartxo Tejeria Otermin | EAJ-PNV  |        |
| Vicepresidenta primera | Susana Corcuera          | PSE-EE   |        |
| Vicepresidenta segon   | Eba Blanco de Angulo     | EH Bildu |        |
| Secretari primer       | Ion Aiartza              | EAJ-PNV  |        |
| Secretària segona      | Eraiz Saez de Egilaz     | EH Bildu |        |

## Resultats anteriors
| Històric d'escons per partits |      |      |      |      |      |      |      |      |      |      |      |      |      |
| Legislatura                   | I    | II   | III  | IV   | V    | VI   | VII  | VIII | IX   | X    | XI   | XII  | XII  |
| Eleccions                     | 1980 | 1984 | 1986 | 1990 | 1994 | 1998 | 2001 | 2005 | 2009 | 2012 | 2016 | 2020 | 2024 |
| EAJ-PNB                       | 25   | 32   | 17   | 22   | 22   | 21   | 26   | 22   | 30   | 27   | 28   | 31   | 27   |
| HB / EH / EHAK / EH Bildu     | 11   | 11   | 13   | 13   | 11   | 14   | 7    | 9    | -    | 21   | 18   | 21   | 27   |
| PSE-PSOE / PSE-EE             | 9    | 19   | 19   | 16   | 12   | 14   | 13   | 18   | 25   | 16   | 9    | 10   | 12   |
| PCE-EPK / EB-B / EP           | 1    | -    | -    | -    | 6    | 2    | 3    | 3    | 1    | -    | 11   | 6    | -    |
| AP / CP / PP / PP+Cs          | 2    | 7    | 2    | 6    | 11   | 16   | 19   | 15   | 13   | 10   | 9    | 6    | 7    |
| Vox                           |      |      |      |      |      |      |      |      |      |      |      | 1    | 1    |
| UPyD                          |      |      |      |      |      |      |      |      | 1    | 1    |      |      |      |
| Aralar                        |      |      |      |      |      |      |      | 1    | 4    |      |      |      |      |
| EA                            |      |      | 13   | 9    | 8    | 6    | 7    | 7    | 1    |      |      |      |      |
| UA                            |      |      |      | 3    | 5    | 2    |      | -    |      |      |      |      |      |
| EE                            | 6    | 6    | 9    | 6    |      |      |      |      |      |      |      |      |      |
| UCD / CDS                     | 6    |      | 2    | -    |      |      |      |      |      |      |      |      |      |
| Sumar                         |      |      |      |      |      |      |      |      |      |      |      |      | 1    |
| Total                         | 60   | 75   | 75   | 75   | 75   | 75   | 75   | 75   | 75   | 75   | 75   | 75   |      |

## Participació ciutadana
Aquesta institució està desenvolupant un procés pioner en el camp la participació dels ciutadans en els processos de decisió. És el primer d'Espanya a disposar d'una llista de distribució de correu electrònic que permet a qualsevol ciutadà triar els temes que vol seguir, rebre informació personalitzada sobre la seva evolució, enviar als grups parlamentaris comentaris o suggeriments i accedir a tota la documentació original des del missatge que es rep. Els expedients digitals als quals s'accedeix inclouen, a més de documents originals, clips de vídeo dels debats. Aquest projecte s'anomena Zabalik (obert).